# Breddorf
Breddorf is een gemeente in de Duitse deelstaat Nedersaksen. De gemeente maakt deel uit van de Samtgemeinde Tarmstedt in het Landkreis Rotenburg (Wümme).
Breddorf telt 1.031 inwoners.
Tot de gemeente Breddorf behoort het gelijknamige dorp, en verder het iets ten noorden daarvan gelegen gehucht Hanstedt. Twee andere gehuchten, Breddorfermoor en Ehebrock, liggen ook in deze gemeente.

## Geografie, infrastructuur
In de gemeente ligt een klein, 16 hectare groot natuurreservaat Die Swatte Flag, bestaande uit twee, in het verleden door heide omgeven vennetjes. 
Wilstedt was tot 1956 eindpunt van een spoorlijntje, waaraan ook Breddorf een halte had. Dat lijntje is wegens gebrek aan reizigers opgeheven.
Zie verder onder Samtgemeinde Tarmstedt.

## Geschiedenis
De naam "Breddorf" werd voor het eerst vermeld in een document uit het jaar 1236. Tussen 1237 en 1246 stond de gemeente bekend als "Breddtorpe" en rond 1352 als "Brettorpe". De naam stamt uit het Nederduits "brēd", wat in het Nederlands "breed" betekent en "dorp", wat in het Nederlands ook "dorp" betekent.
Breddorf is een oud boerendorp. De agrarische sector is steeds de belangrijkste bron van bestaan in de gemeente gebleven. Sedert 1970 hebben zich hier ook woonforensen met een werkkring in omliggende grotere steden gevestigd.
De bekende schrijver Walter Kempowski woonde van 1960 tot 1965 te Breddorf en werkte daar als onderwijzer.
- Gemeinsame Normdatei: 4727616-2
- Virtual International Authority File: 246976173

Ahausen · 
Alfstedt · 
Anderlingen · 
Basdahl · 
Bötersen · 
Bothel · 
Breddorf · 
Bremervörde · 
Brockel · 
Bülstedt · 
Deinstedt · 
Ebersdorf · 
Elsdorf · 
Farven · 
Fintel · 
Gnarrenburg · 
Groß Meckelsen · 
Gyhum · 
Hamersen · 
Hassendorf · 
Heeslingen · 
Hellwege · 
Helvesiek · 
Hemsbünde · 
Hemslingen · 
Hepstedt · 
Hipstedt · 
Horstedt · 
Kalbe · 
Kirchtimke · 
Kirchwalsede · 
Klein Meckelsen · 
Lauenbrück · 
Lengenbostel · 
Oerel · 
Ostereistedt · 
Reeßum · 
Rhade · 
Rotenburg · 
Sandbostel · 
Scheeßel · 
Seedorf · 
Selsingen · 
Sittensen · 
Sottrum · 
Stemmen · 
Tarmstedt · 
Tiste · 
Vahlde · 
Vierden · 
Visselhövede · 
Vorwerk · 
Westertimke · 
Westerwalsede · 
Wilstedt · 
Wohnste · 
Zeven